# Trałowce typu FM
FM (Flachgehende Minensuchboote) – typ niemieckich okrętów - trałowców redowych budowanych pod koniec I wojny światowej. Cztery z nich używane były w polskiej służbie.

## Historia
Zaprojektowane zostały jako rodzaj mniejszego trałowca przeznaczonego dzięki małemu zanurzeniu do działań przybrzeżnych. W marynarce cesarskich Niemiec nosiły one oznaczenia FM z kolejnymi numerami. Zamówiono 66 jednostek w aż 21 stoczniach. Z powodu wejścia do służby pod koniec I wojny światowej nie wzięły większego udziału w działaniach wojennych. Tylko 19 weszło do służby lub zostało użyte przed zakończeniem wojny, pewną liczbę ukończono jeszcze po wojnie. Część okrętów została po wojnie sprzedana do innych państw, część przebudowana na statki cywilne. Okręty typu FM miały niewielki zasięg i prędkość oraz z powodu niewielkich rozmiarów nie najlepsze własności morskie.
Pierwsza seria FM 1 do 36 miała wyporność pełną 193 t i konstrukcyją 170 t oraz długość 43 m, druga seria odpowiednio 205 t i 185 t oraz 45,5 m. Napęd stanowiły dwie pionowe trzycylindrowe maszyny parowe potrójnego rozprężania o mocy indykowanej w pierwszej serii 600 KM, a w drugiej 750 KM. Parę dostarczał jeden kocioł o ciśnieniu 16 atmosfer. Okręty miały dwie śruby o średnicy 1,4 m. Zapas węgla wynosił 32 t w pierwszej i 35 t w drugiej serii. Uzbrojenie oryginalnie stanowiło jedno działo 88 mm L/30 (100 nabojów).

## Służba w innych krajach
Polska zakupiła 24 września 1920 roku cztery trałowce tego typu za kwotę 7 200 000 marek niemieckich (od Finlandii za pośrednictwem duńskiej firmy). Weszły one do służby 1 marca 1921 roku jako OORP: „Czajka” (ex FM 28), „Jaskółka” (ex FM 27), „Mewa” (ex FM 31) i „Rybitwa” (ex FM 2) . Zostały wycofane ze służby w 1931. ORP "Mewa" został następnie przebudowany w 1932 na okręt hydrograficzny „Pomorzanin” (II). „Czajka” służyła do 1939 roku przebudowana na statek handlowy. W Polsce eksploatowany był także od 1933 roku dawny FM 54 jako statek wiślany „Carmen”, samozatopiony we wrześniu 1939 roku.
FM 16 i FM 23 zostały w 1925 zakupione przez Albanię, gdzie służyły jako kanonierki „Shqipnja” i „Skanderbeg” do lat 1935-1937.
FM 24 został w 1923 roku zakupiony przez Persję (Iran), gdzie służył jako kanonierka pod nazwami kolejno „Fatiya”, „Pahlavi” i „Shahin” do 1941 roku.

## Uzbrojenie
- uzbrojenie (pierwotne):
  - armata 88 mm
  - 20 min
- uzbrojenie w polskiej służbie:
  - działko 47 mm
  - 2 ckm
  - 20 min
- 2 komplety trałów mechanicznych